# Театр имени Павола Орсага Гвездослава
Театр имени Павола Орсага Гвездослава (словацк. Divadlo Pavla Országha Hviezdoslаva, сокращённо DPOH) — до марта 2007 года был одним из помещений Драматического подразделения Словацкого национального театра. Находится в районе Старый город, округ Братислава I.

## История здания
Театра расположен в бывшем здании Словацкого национального банка (позже здесь располагался Всеобщий кредитный банк), на углу Лауринской улицы и улицы Штура. Здание построено в 1943-1947 годах. Проект выиграл в публичном конкурсе зданий банка и камерного театра. Победителями конкурса стали архитекторы Эуген Крамар и Штефан Лукачович. В 1944 году было завершено общее строительство и продолжилось только строительство банковской части. В 1948 году было принято решение о передаче здания Словацкому национальному театру, началось оснащение здания театральным оборудованием.
Строительство осуществлено словацкими строительными компаниями, технологическое оборудование для театральной сцены поставили зарубежные компании «Винер Брюкенбау» и «Сименс». Художник-декоратор Франтишек Гайдош оформил сцену, фойе и занавес. Мозаичные окна в фойе созданы известным словацким художником Янко Алекси. Строительство было завершено в 1955 году, и в том же году драматическое подразделение Словацкого национального театра переехало из находившегося в неудовлетворительном состоянии исторического здания в совершенно новое, собственное здание театра.
Театр претерпел первую реконструкцию в 1968 году, когда было изменено расположение сцены и уменьшено количество зрительских кресел. Последняя на данный момент модернизация состоялась в первой половине 1980-х годов (касалась, в основном, сценической техники).
В 2007 году Министерство культуры продало здание театра городу Братиславе. Власти Братиславы обещали, что здание продолжит использоваться в культурных целях.

## Технические сведения
- Вместимость: 467 мест, из которых для продажи: 450 мест
- Площадь оркестровой ямы: разборный пол площадью 55 м2
- Зеркало: 11 м в ширину, 6,5 м в высоту
- Сцена: 28 м в ширину, 14 м в глубину, 22 м в высоту. Пол сцены переменный, — 6 мостов по 6 полей.
- Площадь сцены: 16×12 м
- Боковая сцена: 14×10 м